# Plebiscyt Przeglądu Sportowego 1968
34. Plebiscyt Przeglądu Sportowego na najlepszego sportowca Polski zorganizowano w 1968 roku.

## Wyniki
1. Jerzy Pawłowski - szermierka (470 369 pkt.)
2. Irena Szewińska - lekkoatletyka (452 089)
3. Waldemar Baszanowski - podnoszenie ciężarów (433 935)
4. Jerzy Kulej - boks (377 412)
5. Józef Zapędzki - strzelectwo (283 624)
6. Sobiesław Zasada - sport samochodowy (203 091)
7. Józef Grudzień - boks (184 571)
8. Janusz Kierzkowski - kolarstwo torowe (98 313)
9. Andrzej Bachleda-Curuś - narciarstwo alpejskie (76 155)
10. Andrzej Badeński - lekkoatletyka (60 781)